# 2007년 롯데 자이언츠 시즌
2007년 롯데 자이언츠 시즌은 롯데 자이언츠가 KBO 리그에 참가한 26번째 시즌이다. 강병철 감독이 팀을 이끈 3번째 임기의 마지막 시즌으로, 손민한이 주장을 맡았다. 팀은 거포 호세의 중도 퇴출 뿐 아니라 마무리 투수 부재 때문에 영입한 호세 카브레라도 100% 만족을 주지 못해   8팀 중 정규시즌 7위에 그쳐 초라하게 망신 당해 7년 연속 포스트시즌 진출 실패했다.(강병철 감독은 결국 시즌 당시 55승 68패로 지난해 역시 2년 연속 8888577로 만들었으므로 재계약 포기로 초라하게 책임을 지고 물러났다.)

## 타이틀
- 아시아 야구 선수권 대회 2위: 이대호
- 야구 월드컵 국가대표: 배장호, 장원준, 정보명, 김주찬, 이우민
- KBO 골든글러브: 이대호 (1루수)
- 일구상 모범선수상: 강민호
- 제일화재 프로야구대상 최고타자상: 이대호
- 스포츠서울 올해의 선행상: 이대호
- 미스터올스타: 정수근
- 올스타 선발: 손민한 (투수), 강민호 (포수), 이대호 (1루수), 박현승 (2루수), 이우민 (외야수), 정수근 (외야수)
- OSEN 선정 방출 선수 라인업: 박지철 (4선발), 허일상 (포수), 김승관 (3루수)
- 컴투스프로야구 주요 외국인선수 라인업: 카브레라 (마무리투수)
- 루타: 이대호 (249)
- 고의4구: 이대호 (25)
- 희생플라이: 박현승 (9)
- 장타율: 이대호 (0.600)
- OPS: 이대호 (1.053)
- 순장타율: 이대호 (0.265)
- GPA: 이대호 (0.354)
- 견제 아웃: 강민호 (8)

### 퓨처스리그
- 퓨처스 올스타: 김유신, 허준혁, 박종윤, 김문호
- 남부리그 출루율: 김승관 (0.434)
- 남부리그 장타율: 김승관 (0.502)
- 남부리그 OPS: 김승관 (0.936)
- 남부리그 득점: 김승관 (52)
- 남부리그 2루타: 박종윤 (20)
- 남부리그 홈런: 김승관 (12)
- 4사구: 김승관 (58)

## 선수단
- 선발투수: 손민한, 송승준, 장원준, 최향남, 염종석, 이상목
- 구원투수: 최대성, 임경완, 배장호, 강영식, 나승현, 주형광, 이정훈, 김이슬, 김유신, 허준혁, 박석진, 이재율, 조정훈
- 마무리투수: 카브레라, 김정환, 김사율, 박지철
- 포수: 강민호, 최기문, 이승재, 이동훈
- 1루수: 이대호, 최길성
- 2루수: 박현승, 박준서, 홍유택
- 유격수: 이원석, 박기혁
- 3루수: 정보명, 문규현, 리오스
- 좌익수: 정수근, 서정호, 최만호, 황동채
- 중견수: 이우민, 이인구
- 우익수: 김주찬, 페레즈, 손아섭, 김문호, 손인호
- 지명타자: 손용석, 호세, 최경환, 김민성, 박종윤, 이창석, 김승관

## 여담
- 해외파 특별 드래프트를 통해 송승준을 영입함에 따라 송승준은 역대 최초로 해외파 특별 드래프트에서 지명된 선수가 되었다.
- 상동 야구장을 2군 홈구장으로 사용한 첫 시즌이다.
- 이대호는 4월 21일 현대 유니콘스와의 경기에서 사직 야구장 사상 최초의 장외홈런을 쳤다.
- 호세는 만 42세에 경기에 1군 경기에 출전하여 KBO 리그 역대 외국인 타자 중 최고령 출전 기록을 세웠다.
- 김문호는 KBO 퓨처스 올스타전 사상 첫 홈런의 주인공이 되었다.
- 카브레라는 이 시즌을 끝으로 KBO 리그를 떠났는데, KBO 통산 111회 구원등판, 95회 마무리등판, 53세이브를 기록하여 역대 KBO 리그 외국인 투수 중 최다 기록을 세웠다.
- 호세는 이 시즌을 끝으로 KBO 리그를 떠나 KBO 리그 통산 3000타석 미만 타자 중 통산 최다 고의4구(43), 외국인 좌익수 통산 최고 WAR(19.63) 기록을 세웠다.
- 호세는 만 40세 때부터의 누적 수비 WAR -1.20으로 KBO 리그 40대 타자 통산 최저 기록을 세웠다.
- 강민영은 이 시즌을 끝으로 은퇴하여 KBO 리그 사상 월요일 경기 통산 평균자책점 99.99(무한대)를 기록한 최초의 선수가 되었다.
- 김승관은 KBO 퓨처스리그 사상 최초로 통산 2000타석을 달성했다.

## 같이 보기
- 2005년 롯데 자이언츠 시즌